# Leovanna Orlandini
Leovanna Dessertini Febres-Cordero (sinh ngày 27 tháng 8 năm 1978 tại Guayaquil) là cựu thí sinh Hoa hậu Ecuador, người mẫu quốc tế, kiến trúc sư, và nữ diễn viên, cô cũng được biết đến là con gái lớn của León Febres-Cordero.

## Tuổi thơ
Leovanna được sinh ra ở Guayaquil vào ngày 27 tháng 8 năm 1978; cô là con gái lớn của León Febres-Cordero. Cô tốt nghiệp Kiến trúc sư tại UESS và cô là một người mẫu quốc tế.

## Hoa hậu Ecuador
Dessertini đã tham dự cuộc thi Hoa hậu Ecuador 2003, nơi cô là Á hậu 2. Cô cũng đã giành được giải thưởng Miss Sedal và Miss Ph photoenic.

## Nữ diễn viên
Untilini cũng là một nữ diễn viên, cô đóng vai Lucía trong bộ phim Porcelain Horse.